# آرژون-سو-سولدر
آرژون-سو-سولدر (به فرانسوی: Argent-sur-Sauldre) یک کمون در فرانسه است که در canton of Argent-sur-Sauldre واقع شده‌است. آرژون-سو-سولدر ۶۷٫۳۵ کیلومتر مربع مساحت دارد ۱۷۶ متر بالاتر از سطح دریا واقع شده‌است.